# Анна Лихтенштейнская
Анна Мария Франциска де Паула Леандра Лихтенштейнская (нем. Anna Maria Francisca de Paula Leandra von und zu Liechtenstein, 26 февраля 1850, Вена — 13 марта 1924, Прага) — принцесса Лихтенштейнская и член Княжеского дома Лихтенштейна. 

## Биография
Анна родилась 26 февраля 1846 года в Вене. Она была восьмым ребёнком и седьмой дочерью князя Лихтенштейна Алоиса II (1796—1858) и его жены Франциски Кински фон Вхиниц и Теттау (1813—1881). В семье росло 11 детей.
В 1870 году она приобрела поместье Драгенице в регионе Пршибрам. Площадь имения составляла 2165,74 га (830,88 га сельскохозяйственных угодий, 210,53 га лугов, 949,95 га лесов и 95,57 га прудов). В его состав входили замок Драгенице с парком, усадьбы Драгенице, Драгенички, Остров, Узеничек, Гушовице, Малков, Дворжетице, Храст и Свудчице. В 1891 году в состав поместья входили пивная, мельница и кирпичный завод в Драгенице, а также мельница в Гошовице. После смерти её мужа, она управляла семейными активами.
Анна ушла из жизни 22 апреля 1924 в Праге. После её смерти, поместье унаследовал младший сын Иоганн. Её сын Фридрих не унаследовал поместье, так как умер раньше матери. Однако из-за земельной реформы в Чехословакии, почти всё имущество было национализировано.

## Брак и дети
В возрасте 18 лет вышла замуж за Чешского аристократа, Йиржи Кристиана Лобковица (1835—1908). Свадьба состоялась в Вене 22 мая 1864 года. У супругов родилось двенадцать детей:
- Анна Берта (14 ноября 1865 — 9 февраля 1917), жена графа Ференца Эстергази де Галата, имела пятерых детей.
- Мария Франциска (25 декабря 1866 — 28 декабря 1918), монахиня в монастыре бенедиктинок монастыря св. Гавриила в Праге[чеш.].
- Мария Терезия (9 декабря 1867 — 26 мая 1945), жена графа Иоганна Якоба фон Ельц, имела семеро детей.
- Мария Сидония (12 августа 1869 — 28 июля 1941), жена князя Максимилиана цу Вальдбург, имела десять детей.
- Георг Август (18 августа 1870 — 11 июня 1890), прожил 19 лет, женат не был, детей не имел.
- Мария Генриетта (17 октября 1872 — 28 мая 1939), замужем не была, детей не имела.
- Мария Поликсена (1 февраля 1874 — 6 ноября 1951), монахиня Хотешовского монастыря[чеш.].
- Алоиз Иоганн (3 июня 1875 — 12 марта 1877), прожил полтора года.
- Тереза (18 октября 1876 — 21 июня 1958), жена графа Альфреда фон Брюля, имела четырёх детей.
- Роза Мария Иммакулата (15 марта 1879 — 20 августа 1957), жена графа Иоганна Ностиц-Ринек, имела семеро детей.
- Фридрих (10 октября 1881 — 18 апреля 1923), князь Лобковиц, был женат на графине Жозефине Тун-Гогенштайн, имел сына и дочь.
- Иоганн (6 ноября 1885 — 11 января 1952), был женат на графине Марии Чернин из Худениц, дочери Оттокара Чернин, имел пятерых детей.

В конце 1908 года, Анна овдовела.